# Buch am Buchrain

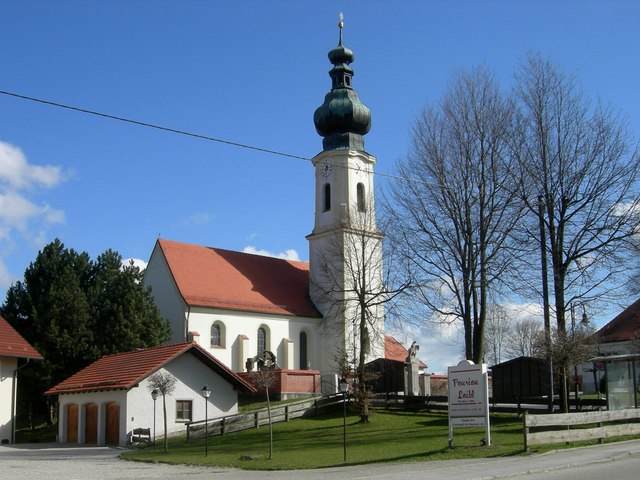
Kirche in Buch am Buchrain

Buch am Buchrain (amtlich: „Buch a.Buchrain“) ist eine Gemeinde im oberbayerischen Landkreis Erding und ein Mitglied der Verwaltungsgemeinschaft Pastetten.

## Geografie
Die Gemeinde liegt in der Region München rund 14 km südlich der Kreisstadt Erding, 28 km vom Flughafen München, 16 km südwestlich von Dorfen, 18 km nördlich von Ebersberg sowie 38 km von der Landeshauptstadt München entfernt.
Es gibt 15 Gemeindeteile (in Klammern ist der Siedlungstyp angegeben):
- Buch a.Buchrain (Pfarrdorf),
- Fang (Einöde),
- Haidberg (Weiler),
- Hammersdorf (Weiler),
- Hausmehring (Weiler),
- Herweg (Weiler),
- Kaltenbach (Weiler),
- Loiperding (Weiler),
- Mitterbuch (Dorf),
- Oberbuch (Dorf),
- Oberndorf (Weiler),
- Ödenbach (Einöde),
- Pitz (Einöde),
- Sinsöd (Einöde),
- Tannenhof (Gut)

## Geschichte
Der Ort ist erstmals im 8. Jahrhundert in Freisinger Urkunden nachweisbar. Vom 10. Jahrhundert bis Anfang des 15. Jahrhunderts ist die ortsadlige Familie von Buch („de Povcha“) bzw. Pucher nachweisbar, die dort ihren Sitz hatte. Vom Schloss ist nichts erhalten.
Buch am Buchrain gehörte zum Rentamt Landshut und zum Landgericht Erding des Kurfürstentums Bayern. 1818 entstand mit dem bayerischen Gemeindeedikt die heutige Gemeinde. Im Jahr 2008 feierte der Ort seinen 1200. Geburtstag.

### Einwohnerentwicklung
Gemäß Bayerischem Landesamt für Statistik  haben sich die Einwohnerzahlen jeweils zum 31. Dezember eines Jahres wie folgt entwickelt:
| Jahr      | 1960 | 1970 | 1980 | 1990 | 1995 | 2000 | 2005 | 2006 | 2007 | 2008 | 2009 |
| --------- | ---- | ---- | ---- | ---- | ---- | ---- | ---- | ---- | ---- | ---- | ---- |
| Einwohner | 762  | 814  | 1042 | 1090 | 1193 | 1265 | 1413 | 1396 | 1419 | 1413 | 1397 |
|           |      |      |      |      |      |      |      |      |      |      |      |
| Jahr      | 2010 | 2011 | 2012 | 2013 | 2014 | 2015 | 2016 | 2017 |      |      |      |
| Einwohner | 1412 | 1436 | 1461 | 1478 | 1484 | 1516 | 1520 | 1523 |      |      |      |

- Seit 1972, dem Jahr der Gemeindereform, hat sich die Einwohnerzahl bis 2016 um 678 erhöht. Das entspricht einem Wachstum von 80,52 Prozent. In den letzten zehn (fünf) Jahren nahm die Einwohnerzahl um 7,12 (4,04) Prozent zu.
- Zwischen 1988 und 2018 wuchs die Gemeinde von 1078 auf 1526 um 448 Einwohner bzw. um 41,6 Prozent.

## Politik

### Bürgermeister
Erster Bürgermeister ist Ferdinand Geisberger (CSU). Dieser wurde im Jahr 2002 Nachfolger von Martin Ostermaier (CSU/Wählergruppe) und wurde bei der Kommunalwahl 2014 mit 58 % erneut zum Bürgermeister gewählt.

### Wappen und Flagge
|                                                            | Blasonierung: „In Schwarz eine obere rechte goldene Vierung, darin ein schwarzer Stierkopf, und ein aus der Ecke der Vierung wachsender silberner Buchenzweig mit drei Blättern, bewinkelt von zwei goldenen Bucheckern an silbernen Stielen.“ |
| Das Wappen der Gemeinde wurde am 10. Juni 1983 festgelegt. | |

Neben dem Wappen führt die Gemeinde eine Flagge mit den Farben Weiß-Schwarz-Gelb.

### Gemeindefinanzen
Die Gemeindesteuereinnahmen betrugen im Jahr 1999 umgerechnet 607.000 Euro, davon betrugen die Gewerbesteuereinnahmen (netto) umgerechnet 92.000 Euro. Im Jahr 2020 waren es 1.560.000 Euro, davon betrugen die Gewerbesteuereinnahmen (netto) umgerechnet 198.000 Euro.

## Sehenswürdigkeiten

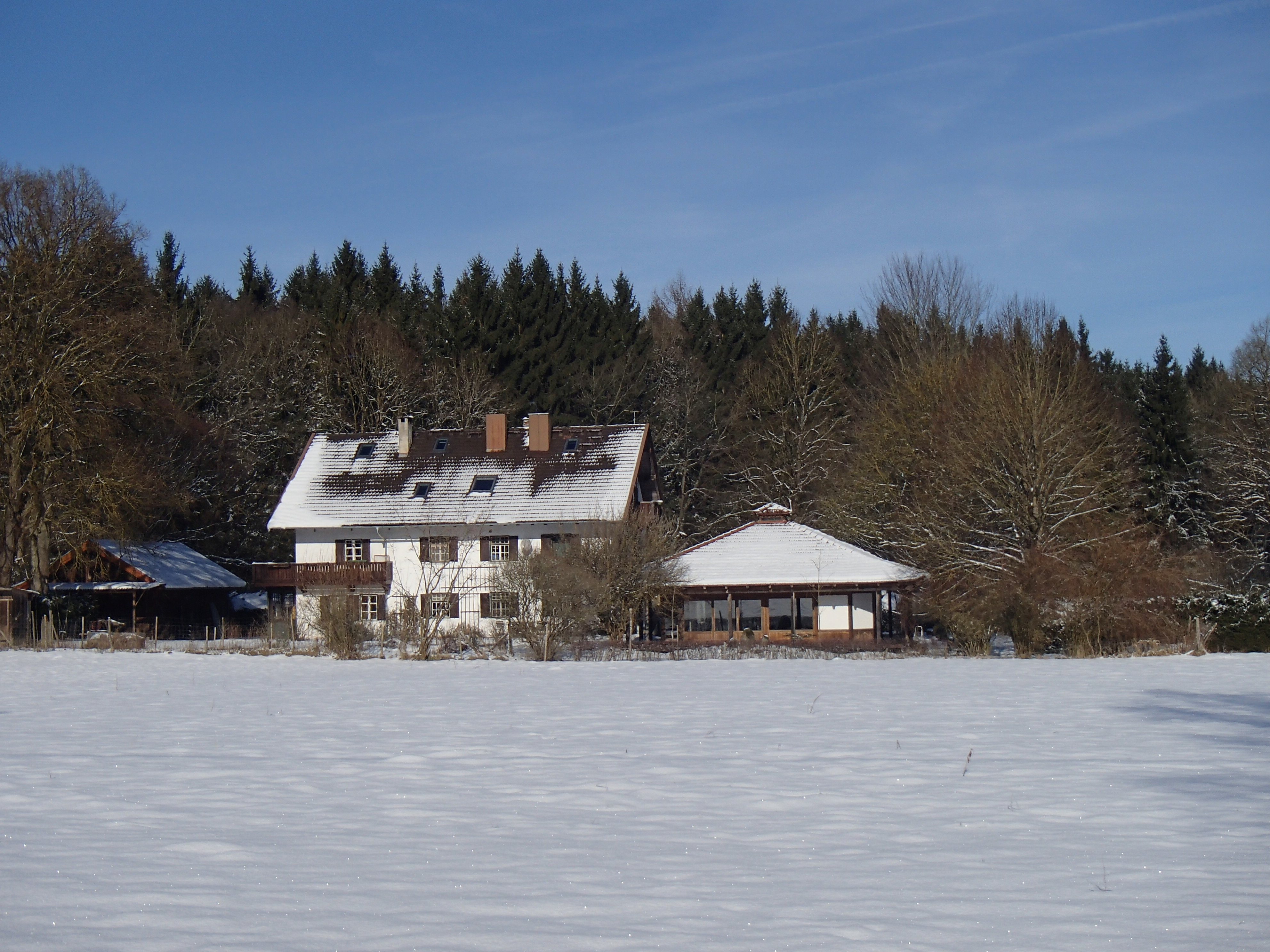
Der Zen-Tempel bzw. das Seminarhaus im Tannenhof 2

### Baudenkmäler
- Katholische Pfarrkirche St. Martin in Buch am Buchrain,
- Ehemaliger Pfarrhof in Buch am Buchrain,
- Ehem. Schulhaus  in Buch am Buchrain,
- Filialkirche Heilig Kreuz in Haidberg,
- Grenzsteine der ehemaligen Herrschaft Burgrain

## Wirtschaft und Infrastruktur

### Industrie, Handel und Gewerbe
Es gab 1998 im produzierenden Gewerbe 16 und im Bereich Handel und Verkehr 25 sozialversicherungspflichtig Beschäftigte am Arbeitsort. In sonstigen Wirtschaftsbereichen waren am Arbeitsort 47 Personen sozialversicherungspflichtig beschäftigt. Sozialversicherungspflichtig Beschäftigte am Wohnort gab es insgesamt 437. Im verarbeitenden Gewerbe gab es einen Betrieb, im Bauhauptgewerbe fünf Betriebe. 
2020 gab es 112 sozialversicherungspflichtig Beschäftigte am Arbeitsort. Sozialversicherungspflichtig Beschäftigte am Wohnort gab es insgesamt 716. Im verarbeitenden Gewerbe gab es keinen Betrieb, im Bauhauptgewerbe einen Betrieb.

### Land- und Forstwirtschaft
Es gab 1998 nach der amtlichen Statistik im Bereich der Land- und Forstwirtschaft sieben sozialversicherungspflichtig Beschäftigte am Arbeitsort. Im Jahr 1999 bestanden 52 landwirtschaftliche Betriebe, 2020 32 Betriebe.
| Betriebsgröße in ha | Anzahl der Betriebe | Anzahl der Betriebe |      |
| Betriebsgröße in ha | 1999                | 2010                | 2020 |
| ------------------- | ------------------- | ------------------- | ---- |
| unter 5             | 9                   | -                   | -    |
| 5 bis unter 10      | 13                  | 5                   | 3    |
| 10 bis unter 20     | 10                  | 8                   | 12   |
| 20 bis unter 50     | 13                  | 9                   | 8    |
| 50 oder mehr        | 7                   | 10                  | 9    |
| Gesamt              | 52                  | 32                  | 32   |

Die landwirtschaftlich genutzte Fläche betrug 1999 1043 ha, davon waren 690 ha Ackerfläche und 352 ha Dauergrünfläche. 2016 betrug die landwirtschaftlich genutzte Fläche 1077 ha.

### Verkehr
Im nördlichen Gemeindegebiet verläuft die am 1. Oktober 2019 eröffnete A 94 (München-Pocking) mit der Buch am Buchrain indirekt über die Anschlussstelle 13 (Pastetten) angebunden ist. Als weitere wichtige regionale Verbindungsstraße durchquert die Staatsstraße St 2332 den Ort in Ost-West-Richtung und die Kreisstraße ED 20 in Nord-Süd-Richtung. 
Eine ÖPNV-Anbindung gibt es mit der MVV-Buslinie 505 Markt Schwaben – Buch am Buchrain – Isen (Montag bis Freitag von 5 bis 21 Uhr), abends und am Wochenende MVV-RufTaxi 5050.

### Bildung
Es gibt in Buch am Buchrain (Stand 2007) die Kindertagesstätte Rosengarten mit 75 Kindergartenplätzen.